# Pan-Europese corridors

Kaart van de 10 pan-Europese corridors

De tien pan-Europese corridors werden gedefinieerd op de tweede pan-Europese transportconferentie op Kreta in maart 1994. Het betreft routes in Centraal- en Oost-Europa waarvoor grote investeringen nodig zouden zijn in de daarop volgende tien tot vijftien jaar. Aanvullingen hierop kwamen tijdens de derde conferentie in Helsinki in 1997. Vanwege de plaats van de twee conferenties worden deze routes soms aangeduid met "Kreta-corridors" of "Helsinki-corridors", ongeacht hun geografische locaties. Een tiende route werd voorgesteld na het einde van de vijandelijkheden tussen de staten van het voormalig Joegoslavië.
Deze te ontwikkelen routes zijn andere dan die van de trans-Europese transportnetwerken, een project van de Europese Unie dat alle belangrijke vaste routes in de Europese Unie omvat. Er zijn echter voorstellen om de twee systemen te combineren aangezien de meeste van de betrokken landen lid zijn geworden van de Europese Unie.
De routes omvatten verscheidene wegen-, spoor- en binnenvaartroutes.
| I    | (noord-zuid) Helsinki - Tallinn - Riga - Kaunas en Klaipėda - Warschau en Gdańsk - Tak A (Via/Rail Hanseatica) - Sint-Petersburg naar Riga naar Kaliningrad naar Gdańsk naar Lübeck - Tak B (Via Baltica/E67) - Helsinki naar Warschau. |
| II   | (oost-west) Berlijn - Poznań - Warschau - Brest - Minsk - Smolensk - Moskou - Nizjni Novgorod |
| III  | Brussel - Aken - Keulen - Dresden - Wrocław - Katowice - Krakau - Lviv - Kiev - Tak A - Berlijn - Wrocław |
| IV   | Dresden/Neurenberg - Praag - Wenen - Bratislava - Győr - Boedapest - Arad - Boekarest - Constanţa / Craiova - Sofia - Thessaloniki / Plovdiv - Istanboel. |
| V    | (oost-west) Venetië - Triëst/Koper - Ljubljana - Maribor - Boedapest - Oezjhorod - Lviv - Kiev. 1600 kilometer lang. - Tak A - Bratislava - Žilina - Košice - Oezjhorod - Tak B - Rijeka - Zagreb - Boedapest - Tak C - Ploče - Sarajevo - Osijek - Boedapest                                                                               |
| VI   | (noord-zuid) Gdańsk - Katowice - Žilina, met een westelijke tak Katowice-Brno. |
| VII  | (De Donau) (noordwest-zuidoost) - 2300 kilometer lang. |
| VIII | Durrës - Tirana - Skopje - Sofia - Plovdiv - Boergas - Varna. 1500 kilometer lang. |
| IX   | Helsinki - Vyborg - Sint-Petersburg - Pskov - Gomel - Kiev - Ljoebasjivka - Chisinau - Boekarest - Dimitrovgrad - Alexandroupolis. 3400 kilometer lang. grote tak: Sint-Petersburg - Moskou - Kiev. - Tak A - Klaipėda - Vilnius - Minsk - Gomel - Tak B - Kaliningrad - Vilnius - Minsk - Gomel - Tak C - Ljoebasjivka - Rozdilna - Odessa |
| X    | Salzburg - Ljubljana - Zagreb - Belgrado - Niš - Skopje - Veles - Thessaloniki. - Tak A: Graz - Maribor - Zagreb - Tak B: Boedapest - Novi Sad - Belgrado - Tak C: Niš - Sofia - Plovdiv - Dimitrovgrad - Istanboel via Corridor IV - Tak D: Veles - Prilep - Bitola - Florina - Igoemenitsa                                                |